# المكتبات في عمان
المكتبات في عمان؛ تقوم بدور مهم في تطوير وتكوين فكر المجتمع وثقافته وتعمل على نشر الوعي المعلوماتي والثقافة وهي مرفق من المرافق الثقافية التي تنشأ لتكون محراب العلم لجميع فئات المجتمع وسببا في رفعة البلاد وتطورها.

## وظائف المكتبات
- الوظيفة التثقيفية: توفير الموارد وتقديم الخدمات التي تكفل للمستفيد منها التذوق الفني والجمال فضلا عنالتكيف مع ظروف المجتمع.
- الوظيفة التعليمية: لها جانبان أساسيان أولهما دور المكتبة في دعم وظيفة المكتبة المدرسية أما الجانب الثاني فيتمثل في دورالمكتبة العامة في تعليم الكبار.
- الوظيفة الإعلامية: تحرص على توفير مقومات الإحاطة بالأحداث الجارية والقضايا التي تهم مجتمع المستفيدين.
- الوظيفة الترويحية: تتمثل في حرصها على اقتناء المواد التي تفيد أفراد المجتمع في قضاء وقت الفراغ ، سواء كانت هذه المواد من الكتب أو المجلات العامة أو المطبوعات بوجه عام ، أو التسجيلات السمعية والبصرية.[2]

## أهمية المكتبات في عمان
تلعب المكتبات دورا مهما في نشر القراءة والبحث العلمي لأنهما يلعبان دورًا حاسمًا في تطوير المهارات اللغوية وتوسيع المعرفة وتنمية التفكير النقدي،حيث تمكن المستفيدين من فهم العالم من حولهم والاستزادة من الثقافات المختلفة والتقدم في الحياة العملية والأكاديمية.

## أشهر المكتبات في سلطنة عمان
- مكتبة جامعة السلطان قابوس الأكبر
- مكتبة كلية الطب بجامعة السلطان قابوس
- مكتبة المعرفة العامة
- مكتبة غرفة تجارة وصناعة عمان
- مكتبة حصن الشموخ
- مكتبة جامعة نزوى
- مكتبة جامعة ظفار
- مكتبة الندوة
- مكتبة كوكب المعرفة
- مكتبة الطفل

## الوصلات الخارجية
- مكتبات مركز السلطان قابوس العالي للثقافة والعلوم: